# Моховатка
Моховатка — деревня в Рамонском районе Воронежской области.
Входит в состав Новоживотинновского сельского поселения.

## География
Деревня расположена в 12 километрах к юго-западу от районного центра — посёлка Рамонь. Расстояние до центра администрации сельского поселения — села Новоживотинное — 2 километра. Оба населенных пункта практически сливаются в один.

### Улицы
- ул. Бархатная
- ул. Гагарина
- ул. Лесная
- ул. Приозёрная
- ул. Уютная
- пер. Гагарина

## Население
| 1859 | 2010 |
| ---- | ---- |
| 384  | ↘167 |